# British Columbia Lawn Tennis Championships
Die British Columbia Lawn Tennis Championships (auch British Columbia Open Tennis Championships) waren ein von 1886 bis 1978 ausgetragenes Tennisturnier in Victoria, der Hauptstadt der kanadischen Provinz British Columbia.
Die erste Austragung 1886 fand als Victoria Lawn Tennis Challenge Cup auf dem Marinestützpunkt der britischen Royal Navy in Esquimalt statt, danach wurde das Turnier vom Victoria Lawn Tennis Club und dessen Nachfolgevereinen Victoria Lawn Tennis and Badminton Club (seit 1950) und Victoria Racquet Club (seit 1963) veranstaltet.
Die Austragungsstätten waren von 1887 bis 1909 die Rasenplätze an der Belcher Street (spätere Adresse: 1019 Rockland Avenue, wurden mit Wohnungen überbaut), von 1910 bis 1966 die Rasenplätze an der Straßenecke Fort Street, Foul Bay Road (dort wurde ein Supermarkt gebaut) und ab 1967 die Hartplätze im Sportkomplex an der Gordon Head Road (der heutige Ian Stewart Complex der University of Victoria).
Wegen des Ersten Weltkrieges fand das Turnier von 1915 bis 1918 nicht statt. 1926 und 1935 wurde es als Canadian Lawn Tennis Championships ausgetragen. Auch der Zweite Weltkrieg zwang zu einer Unterbrechung, die von 1940 bis 1945 dauerte.
Ab 1974 wurde bei dem Turnier kein Mixed mehr gespielt und es gab nun Preisgeld. Es wurde Bestandteil einer Turnierreihe, die 1974 Western Satellite Circuit, 1975 Pacific Northwest Satellite Tour und 1976 American Express Western Challenger Circuit hieß. 1975 und 1976 war der Name des Sponsors Labatt Bestandteil des offiziellen Turniernamens. 1977 wurde das Turnier nicht ausgetragen. Bei der letzten Austragung 1978 war es Teil des Canadian Challenger Circuits.

## Endspiele
Anmerkung: Der Zusatz (HR) bei der Jahreszahl bedeutet, dass das Endspiel als Herausforderungsrunde gespielt wurde.

### Herreneinzel
| Jahr                         | Sieger                     | Finalgegner              | Ergebnis                |
| ---------------------------- | -------------------------- | ------------------------ | ----------------------- |
| 1886                         | R. H. Handcock             | Julian Gaisford          | unbekannt               |
| 1887 (HR)                    | R. H. Handcock (2)         | Harvey Coombe            | 3:0 Sätze               |
| 1888 (HR)                    | John T. Chawner Williams   | R. H. Handcock           | unbekannt               |
| 1889 (HR)                    | Charles Longe              | John T. Chawner Williams | 6:1, 6:0, 6:0           |
| 1890 (HR)                    | Charles Longe (2)          | Harvey Combe             | 4:6, 6:8, 7:5, 6:0, 6:2 |
| 1891 (HR)                    | Charles Longe (3)          | John Foulkes             | 6:8, 6:0, 6:1, 6:3      |
| 1892                         | John Foulkes               | Arthur Longe             | 6:3, 6:3, 6:3           |
| 1893                         | Charles Longe (4)          | Lancelot Pelly           | 6:0, 6:1, 6:3           |
| 1894                         | John Foulkes (2)           | Charles Longe            | 6:1, 4:6, 6:3, 6:4      |
| 1895                         | John Foulkes (3)           | Harvey Combe             | 2:6, 6:2, 6:2, 6:4      |
| 1896                         | John Foulkes (4)           | George Hurd              | 6:1, 7:5, 6:4           |
| 1897                         | John Foulkes (5)           | George Hurd              | 6:0, 6:1, 6:1           |
| 1898                         | John Foulkes (6)           | Robert Powell            | 6:1, 6:2, 6:1           |
| 1899 (HR)                    | John Foulkes (7)           | Lancelot Pelly           | 6:1, 6:2, 6:2           |
| 1900 (HR)                    | John Foulkes (8)           | Robert Powell            | 6:1, 6:2, 6:1           |
| 1901                         | Robert Powell              | Albert Goward            | 6:1, 6:2, 6:3           |
| 1902 (HR)                    | Albert Goward              | Robert Powell            | 6:0, 6:1, 6:0           |
| 1903 (HR)                    | Robert Powell (2)          | Albert Goward            | 7:5, 6:0, 6:3           |
| 1904 (HR)                    | Robert Powell (3)          | Walter Bethel            | 7:3, 3:6, 7:5, 6:1      |
| 1905                         | Capt. Wright               | Bernie Schwengers        | 6:4, 6:4, 2:6, 6:2      |
| 1906                         | Joe Tyler                  | Bernie Schwengers        | 5:7, 6:1, 6:1, 1:6, 6:4 |
| 1907 (HR)                    | Bernie Schwengers          | Joe Tyler                | 8:6, 6:2, 3:6, 6:4      |
| 1908 (HR)                    | Bernie Schwengers (2)      | Bruce Smith              | 6:3, 6:1, 6:2           |
| 1909 (HR)                    | Joe Tyler (2)              | Bernie Schwengers        | 5:7, 6:1, 6:1, 1:6, 6:4 |
| 1910 (HR)                    | Bernie Schwengers (3)      | Joe Tyler                | 6:2, 6:1, 6:0           |
| 1911                         | Joe Tyler (3)              | Beverly Rhodes           | 7:5, 6:0, 6:2           |
| 1912 (HR)                    | Bill Johnston              | Joe Tyler                | 6:0, 7:5, 6:1           |
| 1913                         | Joe Tyler (4)              | Herbert Garrett          | 6:4, 6:3, 6:2           |
| 1914                         | Bernie Schwengers (4)      | Henry Breck              | 6:2, 6:1, 6:4           |
| 1915–1918: nicht ausgetragen |                            |                          |                         |
| 1919                         | Ashley Stuart Milne        | R. C. Mercer             | 10:8, 6:1, 6:2          |
| 1920 (HR)                    | Phil Neer                  | Ashley Stuart Milne      | 3:6, 6:2, 11:9, 6:3     |
| 1921                         | Marshall Allen             | Carl Gardner             | 6:4, 6:4, 8:6           |
| 1922 (HR)                    | Keith Verley               | Marshall Allen           | 8:6, 5:7, 7:5, 6:3      |
| 1923                         | Keith Verley (2)           | John Proctor             | 7:5, 6:2, 5:7, 6:3      |
| 1924                         | Ray Casey                  | Ed Chandler              | 6:1, 6:2, 6:3           |
| 1925                         | Leroy Rennie               | Marsh Gordon             | 6:2, 6:2, 6:3           |
| 1926                         | Leon de Turenne            | Wallace Scott            | 6:4, 6:3, 6:0           |
| 1927                         | John Risso                 | Bradshaw Harrison        | 6:3, 6:3, 3:6, 6:2      |
| 1928                         | Bradshaw Harrison          | Leon de Turenne          | 6:3, 3:6, 9:7, 6:1      |
| 1929                         | Jerry Bartosh              | Kurt Berndt              | 6:3, 6:1, 10:8          |
| 1930                         | Joe Coughlin               | Henry Prusoff            | 6:2, 4:6, 8:6, 6:3      |
| 1931                         | Henry Prusoff              | Laurason Driscoll        | 10:8, 1:6, 6:0, 7:5     |
| 1932                         | Henry Prusoff (2)          | John Murio               | 6:2, 6:3, 6:2           |
| 1933                         | John Murio                 | Charlie Hunt             | 6:3, 6:2, 6:2           |
| 1934                         | Mel Dranga                 | Wayne Sabin              | 6:0, 8:6, 6:1           |
| 1935                         | Gene Smith                 | Dick Bennett             | 8:6, 6:2, 7:5           |
| 1936                         | John Murio (2)             | Verne Hughes             | 6:4, 6:1, 6:4           |
| 1937                         | Dick Bennett               | Morton Ballogh           | 6:2, 6:0, 3:6, 5:7, 6:2 |
| 1938                         | Mel Dranga (2)             | Bobby Caruthers          | 6:3, 2:6, 2:6, 6:2, 6:1 |
| 1939                         | Eddie Amark                | Tate Coulthard           | 7:5, 6:4, 6:3           |
| 1940–1945: nicht ausgetragen |                            |                          |                         |
| 1946                         | Bud Gilmore                | Sam Lee                  | 5:7, 1:6, 7:5, 6:4, 6:1 |
| 1947                         | Arnold Beisser             | Merwin Miller            | 6:4, 6:4, 6:1           |
| 1948                         | John Fleitz                | Jack Lowe                | 2:6, 6:4, 6:1, 7:5      |
| 1949                         | Jim Kroesen                | Jack Shoemaker           | 6:4, 11:13, 7:5, 6:4    |
| 1950                         | Lorne Main                 | Ed Kauder                | 6:2, 7:5, 6:1           |
| 1951                         | Merwin Miller              | Paul Willey              | 7:9, 6:3, 6:4, 2:6, 6:3 |
| 1952                         | Jerry DeWitts              | Fred Fisher              | 7:5, 6:2, 6:0           |
| 1953                         | Jim Demas                  | Stanley Hack             | 3:6, 6:3, 4:6, 6:3, 6:0 |
| 1954                         | Seth Petersen              | Jim Demas                | 4:6, 6:0, 6:3, 8:6      |
| 1955                         | Harry Buttimer             | Joe Woolfson             | 6:4, 4:6, 6:1           |
| 1956                         | Paul Willey                | Bill Rose                | 6:2, 6:0, 6:3           |
| 1957                         | Merwin Miller (2)          | Gordon Davis             | 6:4, 6:3, 6:2           |
| 1958                         | Jim Watson                 | Bill Rose                | 4:6, 2:6, 6:2, 6:3, 7:5 |
| 1959                         | Bill Hoogs                 | Dale Rohland             | 6:1, 3:6, 1:6, 6:4, 6:2 |
| 1960                         | Bobby Delgado              | Forrest Stewart          | 1:6, 6:1, 6:4, 6:8, 6:2 |
| 1961                         | Yoshi Minegishi            | Paul Welles              | 6:3, 6:4, 4:6, 6:3      |
| 1962                         | Dave Sanderlin             | Chuck Rambeau            | 6:4, 4:6, 6:4, 6:4      |
| 1963                         | Jerry Cromwell             | Bob Sherman              | 6:4, 3:6, 6:4           |
| 1964                         | Jaime Subirats             | Steve Tidball            | 6:3, 6:3                |
| 1965                         | Dick Leach                 | Jack Neer                | 7:5, 7:5                |
| 1966                         | Bob Puddiecombe            | Don McCormick            | 6:2, 6:4, 12:10         |
| 1967                         | Tom Muench                 | Doug Verdieck            | 1:6, 6:4, 6:0           |
| 1968                         | Jim Parker                 | Bill Tym                 | 11:9, 8:6               |
| 1969                         | Pierce Kelley              | Craig Hardy              | 6:3, 6:2                |
| 1970                         | Steve Cornell              | Mike Mullan              | 6:2, 6:2                |
| 1971                         | Avery Rush                 | Manuel Castenada         | 6:4, 7:5                |
| 1972                         | Chip Fisher                | Peter Campbell           | 6:3, 6:2                |
| 1973                         | João Américo Soares Júnior | Bill Hoover              | 6:1, 6:4                |
| 1974                         | Chip Fisher (2)            | Jerry Van Linge          | 4:6, 7:5, 7:6           |
| 1975                         | Dave Kanter                | Stan Pasarell            | 7:6, 6:3                |
| 1976                         | Paul McNamee               | Dick Bohrnstedt          | 7:6, 6:3                |
| 1977: nicht ausgetragen      |                            |                          |                         |
| 1978                         | Bill Lloyd                 | Bruce Kleege             | 6:2, 6:1                |

### Dameneinzel
| Jahr                         | Siegerin               | Finalgegnerin      | Ergebnis        |
| ---------------------------- | ---------------------- | ------------------ | --------------- |
| 1888                         | Frances Arrowsmith     | Anastasia Musgrave | unbekannt       |
| 1889 (HR)                    | Florence Barkley       | Frances Arrowsmith | unbekannt       |
| 1890 (HR)                    | Florence Barkley (2)   | Anastasia Musgrave | 7:5, 6:4        |
| 1891 (HR)                    | Florence Barkley (3)   | Anastasia Musgrave | 3:6, 6:4, 6:4   |
| 1892                         | Anastasia Musgrave     | Frances Arrowsmith | 6:3, 5:7, 7:5   |
| 1893                         | Frances Arrowsmith (2) | Miss Legge         | 6:3, 4:6, 6:3   |
| 1894                         | Bessie Anderson        | Jessie Kershaw     | 4:6, 6:3, 6:3   |
| 1895                         | Muriel Goward          | Bessie Anderson    | 4:6, 6:4, 6:0   |
| 1896                         | Muriel Goward (2)      | Bessie Burton      | 6:0, 5:7, 6:2   |
| 1897                         | Muriel Goward (3)      | Miss M. Macrae     | 6:1, 6:1        |
| 1898                         | Muriel Goward (4)      | Miss M. Beattie    | 4:6, 6:3, 6:3   |
| 1899 (HR)                    | Muriel Goward (5)      | Miss M. Beattie    | 6:8, 6:3, 6:2   |
| 1900 (HR)                    | Bertha Kitto           | Muriel Goward      | 6:4, 4:6, 9:7   |
| 1901                         | Muriel Goward (6)      | Miss Twigge        | 6:4, 6:4        |
| 1902 (HR)                    | Muriel Goward (7)      | Mrs. Byron-Johnson | 7:5, 6:2        |
| 1903 (HR)                    | Muriel Goward (8)      | Alice Bell         | 4:6, 6:0, 6:1   |
| 1904 (HR)                    | Muriel Goward (9)      | Mrs. Hull          | 6:4, 6:3        |
| 1905 (HR)                    | Muriel Cole (10)       | Marion Pitts       | 6:3, 8:6        |
| 1906                         | Alice Ryan             | Marion Pitts       | 6:4, 6:0        |
| 1907                         | Elizabeth Ryan         | Miss Beckett       | 6:2, 6:1        |
| 1908                         | Hazel Hotchkiss        | Violet Pooley      | 6:0, 6:2        |
| 1909 (HR)                    | Hazel Hotchkiss (2)    | Marion Pitts       | 6:0, 6:2        |
| 1910                         | Marion Pitts           | Miss L. Phillips   | 6:1, 6:3        |
| 1911                         | Mrs. Talbot            | Mabel Bell         | 7:5, 6:3        |
| 1912                         | Marion Pitts (2)       | Sarah Livingstone  | 6:1, 6:3        |
| 1913 (HR)                    | Miss McDermott         | Marion Pitts       | 6:3, 9:7        |
| 1914 (HR)                    | Mildred Lawson         | Miss McDermott     | 6:1, 4:6, 6:3   |
| 1915–1918: nicht ausgetragen |                        |                    |                 |
| 1919                         | Mildred Lawson (2)     | Mrs. Cushing       | 4:6, 7:5, 6:4   |
| 1920 (HR)                    | Helen Baker            | Mildred Lawson     | 6:4, 6:3        |
| 1921                         | Marjorie Leeming       | Mildred Lawson     | 4:6, 6:3, 6:1   |
| 1922                         | Mrs. Diamond           | Marjorie Leeming   | 6:3, 6:3        |
| 1923                         | Marjorie Leeming (2)   | Mrs. Diamond       | 6:4, 6:1        |
| 1924                         | Winifried Suhr         | Marjorie Leeming   | 6:3, 1:6, 8:6   |
| 1925                         | Marjorie Leeming (3)   | Mrs. Wright        | 6:3, 7:5        |
| 1926                         | Marjorie Leeming (4)   | Marjorie Gladman   | 6:2, 6:0        |
| 1927                         | Marion Williams        | Edith Cross        | 6:3, 6:3        |
| 1928                         | Mary Campbell          | Marion Hunt        | 6:4, 6:2        |
| 1929                         | Marjorie MacFarlene    | Dorothy Weisel     | w. o.           |
| 1930                         | Charlotte Miller       | Golda Gross        | 6:1, 6:3        |
| 1931                         | Edith Cross            | Olive Wade         | 7:5, 6:4        |
| 1932                         | Gracyn Wheeler         | Mary Campbell      | 6:2, 7:9, 7:5   |
| 1933                         | Mary Campbell (2)      | Dorothy Bundy      | 6:0, 2:6, 6:4   |
| 1934                         | Gussie Raegener        | Eleanor Young      | 3:6, 6:4, 6:2   |
| 1935                         | Margaret Osbourne      | Gussie Raegener    | 6:4, 6:2        |
| 1936                         | Virginia Wolfenden     | Eleanor Young      | 6:4, 6:3        |
| 1937                         | Ruby Bixley            | Virginia Wolfenden | 6:4, 4:6, 7:5   |
| 1938                         | Eleanor Young          | Kay Staples        | 6:3, 6:2        |
| 1939                         | Jean Milne             | May Doeg           | 12:10, 3:6, 6:4 |
| 1940–1945: nicht ausgetragen |                        |                    |                 |
| 1946                         | Marjory McCord         | Gladys Ross        | 1:6, 6:0, 6:1   |
| 1947                         | June Crow              | Arvilla McGuire    | 6:4, 8:6        |
| 1948                         | Maureen Connolly       | Arvilla McGuire    | 6:4, 10:8       |
| 1949                         | Marjory McCord (2)     | Carol Deim         | 6:4, 7:9, 6:3   |
| 1950                         | Anita Kanter           | Nancy Miller       | 6:2, 6:4        |
| 1951                         | Connie Bowan           | Lois Reid          | 6:8, 6:3, 6:4   |
| 1952                         | Marjory McCord (3)     | Muriel Kifer       | 6:1, 6:4        |
| 1953                         | Janet Hopps            | Barbara Lum        | 6:2, 6:2        |
| 1954                         | Muriel Kifer           | Linda Vail         | 4:6, 6:0, 7:5   |
| 1955                         | June Ann Fitzpatrick   | Betsy Lester       | 6:4, 6:1        |
| 1956                         | Linda Vail             | Lois Reid          | 6:1, 7:5        |
| 1957                         | Bev Danby              | Claire Lovett      | 6:4, 7:5        |
| 1958                         | Farol Footman          | Eleanor Dodge      | 6:4, 3:6, 7:5   |
| 1959                         | Val Williamson         | Patty Miller       | 6:3, 2:6, 8:6   |
| 1960                         | Andria Miller          | Connie Jaster      | 6:1, 6:2        |
| 1961                         | Martha Gowans          | Margo Hedges       | 6:0, 7:5        |
| 1962                         | Jan Wedertz            | Doris Popple       | 6:3, 6:1        |
| 1963                         | Ann Heck               | Diana Gai          | 6:4, 6:1        |
| 1964                         | Sharon Russell         | Jennifer Loewen    | 6:1, 4:6, 6:3   |
| 1965                         | Pat North              | Sharon Whittaker   | 6:2, 6:2        |
| 1966                         | Vicki Berner           | Faye Urban         | 7:5, 1:6, 6:4   |
| 1967                         | Pam Austin             | Evelyn Houseman    | 6:2, 6:4        |
| 1968                         | Alice Tym              | Candy Douglas      | 6:0, 6:2        |
| 1969                         | Dorothy Cheney         | Mary Struthers     | 6:4, 8:6        |
| 1970                         | Christine Mattson      | Jan Hasse          | 6:2, 6:4        |
| 1971                         | Hedy Jackson           | Mary Hill          | 6:3, 4:6, 6:3   |
| 1972                         | Cynthia Marquette      | Dorothy Cheney     | 6:4, 6:2        |
| 1973                         | Cris Corcoran          | Donna Judd         | 6:2, 6:1        |
| 1974                         | Sally Moore            | Robin Kahn         | 6:2, 6:1        |
| 1975                         | Claire Schmoyer        | Ann Lebedeff       | 6:3, 6:1        |
| 1976                         | Ann Lebedeff           | Pauline Eliott     | 7:6, 6:1        |
| 1977: nicht ausgetragen      |                        |                    |                 |
| 1978                         | Zenda Liess            | Aleida Spex        | 6:3, 6:1        |

### Herrendoppel
| Jahr                         | Sieger                                         | Finalgegner                            | Ergebnis                   |
| ---------------------------- | ---------------------------------------------- | -------------------------------------- | -------------------------- |
| 1891                         | Harry Hayes Marshall                           | Harvey Combe Granville Cuppage         | 6:8, 4:6, 6:4, 6:2, 6:0    |
| 1892                         | Arthur Longe Charles Longe                     | Harvey Combe Granville Cuppage         | 6:3, 6:4, 4:6, 6:2         |
| 1893                         | Granville Cuppage John Foulkes                 | George Hurd Lancelot Pelly             | 7:5, 4:6, 3:6, 7:5, 8:6    |
| 1894                         | Granville Cuppage (2) John Foulkes (2)         | Robert Barkley Harvey Combe            | 6:3, 8:6, 6:4              |
| 1895                         | Granville Cuppage (3) John Foulkes (3)         | Robert Barkley Charles Longe           | 5:7, 9:7, 4:6, 6:3, 6:2    |
| 1896                         | Granville Cuppage (4) John Foulkes (4)         | Robert Barkley Charles Longe           | 6:2, 6:4, 4:6, 6:4         |
| 1897                         | George Hurd H. Wright                          | Harvey Combe Albert Goward             | 6:1, 6:4, 3:6, 6:4         |
| 1898                         | John Foulkes (5) Jack Rithet                   | F. Dickinson Robert Powell             | 7:5, 4:6, 6:4, 6:1         |
| 1899                         | John Foulkes (6) Albert Goward                 | George Hurd Samuel Russell             | 6:4, 6:0, 6:2              |
| 1900                         | John Foulkes (7) Albert Goward (2)             | H. Gillison Samuel Russell             | 6:3, 6:4, 6:8, 6:3         |
| 1901                         | Albert Goward (3) Robert Powell                | Robert Pooley Bernie Schwengers        | 4:6, 4:6, 6:2, 6:2, 6:3    |
| 1902                         | Albert Goward (4) Robert Pooley                | Jack Rithet Bernie Schwengers          | 6:3, 6:4, 2:6, 6:1         |
| 1903                         | Albert Goward (5) Robert Pooley (2)            | Lewis Freeman D. M. Rogers             | in fünf Sätzen             |
| 1904                         | J. D. Hunter Robert Powell (2)                 | Walter Bethel Walter Goss              | 6:3, 6:3, 6:4              |
| 1905                         | Robert Pooley (3) Jack Rithet                  | Farquhar Alec Macrae Bernie Schwengers | 6:3, 6:3, 6:4              |
| 1906                         | Farquhar Alec Macrae Bernie Schwengers         | Albert Goward Joe Tyler                | 6:2, 6:4, 4:6, 6:4         |
| 1907                         | Farquhar Alec Macrae (2) Bernie Schwengers (2) | Albert Goward Joe Tyler                | 6:3, 2:6, 6:3, 6:0         |
| 1908                         | Lewis Freeman E. Jordan                        | Robert Pooley Jack Rithet              | 6:3, 6:3, 6:2              |
| 1909                         | Farquhar Alec Macrae (3) Joe Tyler             | Albert Goward Bernie Schwengers        | 2:6, 6:0, 6:2, 7:5         |
| 1910                         | Farquhar Alec Macrae (4) Joe Tyler (2)         | J. A. Cambie Bernie Schwengers         | 6:1, 2:6, 6:3, 3:6, 6:4    |
| 1911                         | John Foulkes (8) Joe Tyler (3)                 | R. Harrison Conrad Schwengers          | 6:2, 8:6, 8:6              |
| 1912                         | H. C. Evans Arthur Ewart Jukes                 | Elia Fottrell Bill Johnston            | 6:3, 5:7, 9:7, 3:6, 6:3    |
| 1913                         | H. C. Evans (2) Herbert Garrett                | John Foulkes W. J. Pierce              | 6:1, 6:1, 3:6, 7:5         |
| 1914                         | Herbert Garrett (2) MacSwain                   | Henry Breck Henry Van Dyke Johns       | 6:8, 1:6, 7:5, 6:3, 6:3    |
| 1915–1918: nicht ausgetragen |                                                |                                        |                            |
| 1919                         | Mercer Ashley Stuart Milne                     | Shannon Robert Wabrauchek              | 8:6, 6:4, 6:3              |
| 1920                         | Marshall Allan William Burill                  | Kennedy P. Vickory                     | 6:3, 5:7, 6:2, 6:3         |
| 1921                         | Carl Gardner Charles Stickney                  | Guy Flye Wallace Scott                 | 6:3, 6:1, 6:2              |
| 1922                         | Edward Cardinal Keith Verley                   | N. W. Green T. D. Stevens              | 7:5, 6:2, 6:2              |
| 1923                         | Geoffrey Pears George Spalding                 | Herbert Garrett Marsh Gordon           | 6:3, 6:2, 6:2              |
| 1924                         | Neil Brown Ed Chandler                         | Ray Casey Herbert Suhr                 | 6:3, 1:6, 1:6, 6:2, 6:2    |
| 1925                         | Eric McCallum Marsh Gordon                     | Herbert Garrett John Proctor           | 6:3, 6:2, 6:4              |
| 1926                         | Leon de Turenne John Proctor                   | Howard Langlie Whitcomb Quilian        | 6:1, 6:3, 6:1              |
| 1927                         | Bradshaw Harrison Sherman Lockwood             | Stanley Almquist John Risso            | 5:7, 6:3, 6:3, 6:3         |
| 1928                         | Leon de Turenne (2) Winfried Langlie           | Howard Langlie Lloyd Nordstrom         | 6:2, 6:2, 6:4              |
| 1929                         | Ray Casey Laurason Driscoll                    | Wallace Bates Kurt Berndt              | 7:5, 6:2, 6:1              |
| 1930                         | Bradshaw Harrison (2) Bob Hoogs                | Henry Prusoff Bill Warren              | 6:4, 4:6, 6:4, 6:2         |
| 1931                         | Lloyd Nordstrom Wallace Scott                  | Laurason Driscoll Henry Prusoff        | 3:6, 8:6, 6:2, 6:3         |
| 1932                         | Ray Casey (2) Henry Prusoff                    | John Murio Fred Shimura                | 6:2, 6:2, 7:5              |
| 1933                         | Martin Kinneally John Murio                    | Charlie Hunt Ned Russell               | 3:6, 6:3, 6:4, 2:6, 6:2    |
| 1934                         | Harry Rosenberg Bob Underwood                  | Mel Dranga Wayne Sabin                 | 8:6, 2:6, 6:3, 6:3         |
| 1935                         | Worth Oswald Charles Weisner                   | Ray Casey John Law                     | 10:8, 6:2, 10:12, 7:9, 9:7 |
| 1936                         | Bob Hippenstiel Verne Hughes                   | Ray Casey John Moreno                  | 4:6, 6:3, 6:1, 7:5         |
| 1937                         | Morton Ballogh Verne Hughes (2)                | Ray Casey Jack Kramer                  | 6:1, 6:4, 4:6, 6:4         |
| 1938                         | Alan Herrington John Sissen                    | Ted Schroeder Harold Wagner            | 6:4, 6:0, 6:4              |
| 1939                         | Tate Coulthard Bill Hoogs III                  | Larry Hall Bill Reedy                  | 7:5, 6:4, 7:9, 3:6, 7:5    |
| 1940–1945: nicht ausgetragen |                                                |                                        |                            |
| 1946                         | Claude Hockney Sam Lee                         | Al Fleigner Charles Sutton             | 4:6, 5:7, 6:3, 7:5, 6:3    |
| 1947                         | Paul Haupert George Kraft                      | Henry Bennett Jim Livingstone          | 8:10, 4:6, 6:2, 7:5, 6:4   |
| 1948                         | Jim Livingstone Hank Pfister sr.               | John Fleitz Don Lowenbein              | 4:6, 6:4, 1:6, 6:3, 6:0    |
| 1949                         | Jim Kroesen Jim Livingstone (2)                | Fred Fisher Jack Shoemaker             | 6:4, 10:12, 4:6, 6:4, 6:4  |
| 1950                         | Jim Herd George Manset                         | Bill Green Lorne Main                  | 6:4, 8:6, 8:6              |
| 1951                         | Laurence Barcley Paul Willey                   | Charles Hickox Merwin Miller           | 1:6, 6:3, 6:6 r            |
| 1952                         | Conway Catton Jim Demas                        | Jerry DeWitts Jim Livingstone          | 6:3, 6:4, 3:6, 8:6         |
| 1953                         | Jim Demas (2) Jim Livingstone (3)              | Lawrence Barcley Art Jeffrey           | 6:3, 5:7, 6:3, 6:3         |
| 1954                         | Sam Lee Emery Neale                            | Jim Demas Seth Petersen                | 6:2, 5:7, 6:1, 3:6, 6:3    |
| 1955                         | Merwin Miller Dick Moody                       | Harry Buttimer Joe Woolfson            | 6:2, 6:4                   |
| 1956                         | Bill Rose Paul Willey (2)                      | George Gossler Cliff Vickory           | 6:2, 6:4, 6:4              |
| 1957                         | Butch Krikorian Merwin Miller (2)              | James Buck Stanley Ellis               | 9:7, 6:3, 6:4              |
| 1958                         | Merwin Miller (3) Bill Rose (2)                | Dale Rohland Jim Watson                | 6:4, 6:4, 6:4              |
| 1959                         | Merwin Miller (4) Dale Rohland                 | Steve Chandler Bill Hoogs              | 6:2, 6:1, 6:4              |
| 1960                         | Bobby Delgado Yoshi Minegishi                  | Jack Tidball Joe Woolfson              | 6:1, 6:3                   |
| 1961                         | Reider Getz Paul Welles                        | George Bates Yoshi Minegushi           | 6:2, 6:3, 4:6, 3:6, 12:10  |
| 1962                         | Fred Drilling Dave Sanderlin                   | Jim Buck Joe Rombeau                   | 10:8, 5:7, 4:6, 6:4, 6:4   |
| 1963                         | Frank Noble Bob Sherman                        | Jack Neer Doug Sykes                   | 8:10, 6:1, 7:5             |
| 1964                         | Larry Collins Alberto Olmedo                   | Tony Bardsley Alan Skelton             | 6:3, 2:6, 6:4              |
| 1965                         | Dick Leach Bob Potthast                        | Butch Krikorian Joe Woolfson           | 6:2, 6:3                   |
| 1966                         | Don McCormick Bob Moffat                       | Bob Puddicombe Alan Skelton            | 6:2, 6:3                   |
| 1967                         | John Yeomans Doug Verdieck                     | Terry Ehlers Keith Neilson             | 6:1, 7:5                   |
| 1968                         | Jim Parker Larry Parker                        | Eric Evett Craig Hardy                 | 4:6, 6:4, 6:4              |
| 1969                         | Ed Bell Merwin Miller (5)                      | Lew Grinnan Jim Watson                 | 3:6, 6:3, 6:4              |
| 1970                         | Rich Anderson Mike Mullan                      | Roy Cornell Steve Cornell              | 6:3, 8:6                   |
| 1971                         | Hank Moon Mike Mullan (2)                      | Ed Innerarity Avery Rush               | 6:4, 7:6                   |
| 1972                         | Jack Darrah Chip Fisher                        | Rob Casey Ernie Ewert                  | 6:4, 6:3                   |
| 1973                         | David Carter Chris Kachel                      | Dave Bryant Dan Courson                | 7:6, 4:6, 6:3              |
| 1974                         | Tony Dawson Peter McNamara                     | Tom Gullikson Mike Wilkinson           | 7:6, 3:6, 6:4              |
| 1975                         | Doug King Andy Lucchesi                        | Dave Kanter Mike Wilkinson             | 6:2, 6:4                   |
| 1976                         | Tony Graham Tim McNeil                         | Rich Andrews Doug Gibson               | 7:5, 6:3                   |
| 1977: nicht ausgetragen      |                                                |                                        |                            |
| 1978                         | Joe Garcia Bruce Kleege                        | Robert Bettauer Derek Segal            | 6:4, 6:2                   |

### Damendoppel
| Jahr                         | Siegerinnen                            | Finalgegnerinnen                   | Ergebnis       |
| ---------------------------- | -------------------------------------- | ---------------------------------- | -------------- |
| 1893                         | Mrs. Bramsdon Mrs. Ker                 | Mrs. Leather Miss Roe              | 3:6, 6:3, 6:2  |
| 1894                         | Frances Arrowsmith Bessie Burton       | Helena Bailey Mrs. Snow            | 6:4, 6:4       |
| 1895                         | Helena Burrill Jessie Kershaw          | Bessie Anderson Edith Keown        | 6:8, 6:3, 7:5  |
| 1896                         | Bessie Burton (2) Miss E. Dunsmuir     | Mrs. Leather Anastasia Musgrave    | 6:3, 6:2       |
| 1897                         | Miss Roberts Miss Twigge               | Miss Macrae Miss M. Macrae         | 5:6, 6:3, 6:4  |
| 1898                         | Muriel Goward Miss M. Macrae           | Miss Roberts Miss Twigge           | 6:4, 6:3       |
| 1899                         | Bertha Kitto Miss M. Macrae (2)        | Bessie Burton Muriel Goward        | 6:3, 4:6, 6:2  |
| 1900                         | Bertha Kitto (2) Miss M. Macrae (3)    | Alice Bell Dorothy Green           | 6:2, 9:7       |
| 1901                         | Bessie Burton (3) Muriel Goward (2)    | Alice Bell Dorothy Green           | 6:4, 2:6, 9:7  |
| 1902                         | Bessie Burton (4) Muriel Goward (3)    | Alice Bell Mrs. Hardy              | 6:2, 6:4       |
| 1903                         | Bessie Burton (5) Mrs. Hardy           | Alice Bell Gladys Langley          | in zwei Sätzen |
| 1904                         | Alice Bell Bessie Burton (6)           | Mrs. Hull Mrs. Wright              | 4:6, 6:4, 6:4  |
| 1905                         | Muriel Cole (4) Gladys Langley         | Ethel Pitts Marion Pitts           | 6:3, 8:6       |
| 1906                         | Alice Ryan Elizabeth Ryan              | Marion Pitts Violet Pooley         | 6:3, 6:4       |
| 1907                         | Marion Pitts Elizabeth Ryan (2)        | Miss Hobson Miss King              | 6:1, 6:4       |
| 1908                         | Miss Beckett Hazel Hotchkiss           | Mrs. Heald Gladys Langley          | 6:3, 6:3       |
| 1909                         | Hazel Hotchkiss (2) Elizabeth Ryan (3) | Marion Pitts Mrs. Talbot           | 8:6, 6:4       |
| 1910                         | Marion Pitts (2) Violet Pooley         | Miss Hayne Miss L. Phillips        | 6:1, 6:3       |
| 1911                         | Miss Gillespie Mrs. Talbot             | Miss Kennedy Mabel Bell            | 6:1, 6:1       |
| 1912                         | Mabel Rickaby Mona Rickaby             | Miss McDermott Mrs. Pollok         | 6:3, 6:4       |
| 1913                         | Mrs. Lyall Miss McDermott              | Miss Henderson Mrs. Stafford       | 6:4, 3:6, 6:3  |
| 1914                         | Mildred Lawson Miss McDermott (2)      | Marion Pitts Violet Pooley         | 6:3, 6:1       |
| 1915–1918: nicht ausgetragen |                                        |                                    |                |
| 1919                         | Miss Idiens Mildred Lawson (2)         | Mrs. Cushing Mayme MacDonald       | 6:3, 7:5       |
| 1920                         | Helen Baker Mrs. Cushing               | Marjorie Leaming Miss Neame        | 6:3, 8:6       |
| 1921                         | Marjorie Leaming Mabel Rickaby (2)     | Miss Idiens Mildred Lawson         | 5:7, 6:4, 6:4  |
| 1922                         | Mrs. Cushing (2) Mrs. Diamond          | Mildred Lawson Mabel Rickaby       | 6:1, 6:2       |
| 1923                         | Mrs. Diamond (2) Lorna Fraser          | Mrs. Hickes Mildred Lawson         | 6:3, 6:3       |
| 1924                         | Dorothy Gillespie Muriel Munroe        | Mabel Rickaby Helen Tatlow         | 6:4, 7:5       |
| 1925                         | Marjorie Leaming (2) Helen Tatlow      | Simone Bourque Mrs. Wright         | 8:6, 7:5       |
| 1926                         | Simone Bourque Lorna Fraser            | Doris Saeger Helen Tatlow          | 6:3, 4:6, 6:3  |
| 1927                         | Edith Cross Carolyn Swartz             | Louise McFarland Marion Williams   | 7:5, 1:6, 6:3  |
| 1928                         | Josephine Cruickshank Golda Gross      | Mary Campbell Hope Leaming         | 6:2, 6:4       |
| 1929                         | Marjorie Leaming (3) Helen Tatlow (2)  | Mary Campbell Hope Leaming         | 8:6, 6:2       |
| 1930                         | Golda Gross (2) Charlotte Miller       | Alice Marble Dorothea Perow        | 6:2, 6:4       |
| 1931                         | Edith Cross (2) Dorothea Perow         | Marjorie Leaming Helen Wilson      | 6:8, 6:1, 6:3  |
| 1932                         | Dorothea Swartz (2) Gracyn Wheeler     | Mary Campbell Helen Wilson         | 8:6, 6:3       |
| 1933                         | Mary Campbell Helen Wilson (3)         | Golda Gross Gracyn Wheeler         | 3:6, 6:4, 6:1  |
| 1934                         | Caroline Deacon Eleanor Young          | Golda Gross Jean Milne             | 9:7, 2:6, 6:3  |
| 1935                         | Margaret Laird Catherine Ross          | Eleanor Dawson Gussie Raegener     | 6:2, 6:3       |
| 1936                         | Esther Bartosh Frances Del Amo         | Golda Gross Virginia Wolfenden     | 8:6, 5:7, 6:4  |
| 1937                         | Esther Bartosh (2) Ruby Bixley         | Golda Gross Cecile Miner           | 6:0, 6:3       |
| 1938                         | Kay Staples Eleanor Young (2)          | Dorothy Symons Peggy Hocking       | 6:3, 6:2       |
| 1939                         | Cecile Miner Eleanor Young (3)         | Esther Bartosh May Doeg            | 6:4, 7:5       |
| 1940–1945: nicht ausgetragen |                                        |                                    |                |
| 1946                         | Pat Cowan Gladys Ross                  | Muriel Kifer Marjory McCord        | 4:6, 6:4, 9:7  |
| 1947                         | June Crow Gwen Greenlee                | Grace Logie Arvilla McGuire        | 7:5, 6:4       |
| 1948                         | Barbara Kimbell Arvilla McGuire        | Pat Cowan Lois Reid                | 6:4, 6:3       |
| 1949                         | Carol Deim Jean Doyle                  | Marjory McCord Gladys Ross         | 6:4, 6:4       |
| 1950                         | Janet Hopps Anita Kanter               | Arvilla McGuire Nancy Miller       | 6:3, 8:6       |
| 1951                         | Muriel Kifer Lois Reid                 | Connie Bowan Delpha Crane          | 6:3, 6:1       |
| 1952                         | Elisabeth Loeck Lois Reid (2)          | Muriel Kifer Marjory McCord        | in drei Sätzen |
| 1953                         | Janet Hopps (2) Barbara Lum            | Elisabeth Loeck Lois Reid          | 7:5, 6:4       |
| 1954                         | Muriel Kifer (2) Barbara Lum (2)       | June Lee Margaret Lyons            | 6:0, 2:6, 6:1  |
| 1955                         | Jean Milne Lois Reid (2)               | June Ann Fitzpatrick Betsy Leister | 6:0, 6:2       |
| 1956                         | Janet Hopps (3) Sandra Veenhoer        | Elisabeth Loeck Claire Lovett      | 6:1, 3:6, 6:1  |
| 1957                         | Bev Danby Claire Lovett                | Maureen Brady Mirja Peterson       | 6:0, 8:6       |
| 1958                         | Eleanor Dodge Sharon Whittaker         | Bev Danby Claire Lovett            | 6:4, 6:3       |
| 1959                         | Claire Lovett (2) Patty Miller         | Sonia Berdon Val Williamson        | 6:2, 6:4       |
| 1960                         | Andria Miller Mary Shearer             | Connie Jaster Suzanne Mandel       | 6:8, 6:1, 6:2  |
| 1961                         | Margo Hedges Sharon Whittaker (2)      | Roberta Rountree Jan Wedertz       | 7:5, 3:6, 6:4  |
| 1962                         | Roberta Alpers Jan Wedertz             | Carole Lepper Doris Popple         | 8:6, 6:4       |
| 1963                         | Diana Gal Ann Heck                     | Jean Hackett Margo Hedges          | 6:3, 6:4       |
| 1964                         | Jennifer Loewen Roni Oliva             | Tanya Hill Dorothea Hurst          | 6:2, 6:2       |
| 1965                         | Pat North Judy Stalnaker               | Julie James Julie Kaspari          | 1:6, 6:0, 6:4  |
| 1966                         | Vicky Berner Faye Urban                | Brenda Nunns Peggy Spalding        | 6:3, 6:0       |
| 1967                         | Judy Leong Marlene Muench              | Rhoda Herron Evelyn Houseman       | 1:6, 6:0, 6:4  |
| 1968                         | Marcena Parker Doris Popple            | Shari Barman Terry Thomas          | 6:4, 2:6, 6:0  |
| 1969                         | Barbara Grubb Evelyn Houseman          | Joanne Struthers Mary Struthers    | 4:6, 8:6, 6:1  |
| 1970                         | Jan Hasse Doreen Irish                 | Hedy Jackson Doris Popple          | 6:4, 6:2       |
| 1971                         | Mary Hill Joyce Laughton               | Christine Cheney Dorothy Cheney    | 2:6, 6:1, 6:4  |
| 1972                         | Hedy Jackson Cynthia Marquette         | Dorothy Cheney Mary DeLay          | 3:6, 6:2, 6:4  |
| 1973: nicht ausgetragen      |                                        |                                    |                |
| 1974                         | Hedy Jackson (2) Sally Moore           | Valerie Franta Isabel Ortiz        | 6:3, 5:7, 6:2  |
| 1975                         | Isabel Ortiz Claire Schmoyer           | Molly Hannas Conny Pearson         | 6:3, 5:7, 6:2  |
| 1976                         | Karen Kinnington Isabel Ortiz Figy (2) | Jan Morton Jan Wilton              | 7:5, 6:4       |
| 1977: nicht ausgetragen      |                                        |                                    |                |
| 1978                         | Lilli Bell Jenny Gardiner              | Dorte Ekner Lise Senn              | 6:1, 6:2       |

### Mixed
| Jahr                         | Sieger                                    | Finalgegner                       | Ergebnis        |
| ---------------------------- | ----------------------------------------- | --------------------------------- | --------------- |
| 1891                         | Margaret Combe Harvey Combe               | Mrs. Gerrard Granville Cuppage    | 6:4, 6:2        |
| 1892                         | Helen Tyrwhitt-Drake Harvey Combe (2)     | Isabella Davie William Ward       | 7:9, 6:2, 6:2   |
| 1893                         | Miss Roe Granville Cuppage                | Sophia Pemberton Louis Martineau  | 7:9, 6:2, 6:2   |
| 1894                         | Jessie Kershaw George White               | Muriel Goward Albert Goward       | 7:5, 6:2        |
| 1895                         | Mrs. Bramsden Harvey Combe (3)            | Muriel Goward Albert Goward       | 6:4, 2:6, 6:0   |
| 1896                         | Muriel Goward Albert Goward               | Miss Twigge L. Escombe            | 8:6, 8:6        |
| 1897                         | Miss Frere John Foulkes                   | Miss N. Prior George C. Johnston  | 6:2, 6:5        |
| 1898                         | Muriel Goward (2) Albert Goward (2)       | Miss Patton A. D. Severs          | 6:4, 6:2        |
| 1899                         | Bessie Burton John Foulkes (2)            | Gladys Langley Robert Powell      | 7:5, 6:2        |
| 1900                         | Muriel Goward (3) Albert Goward (3)       | Bessie Burton John Foulkes        | 6:3, 6:0        |
| 1901                         | Muriel Goward (4) Albert Goward (4)       | Dorothy Green Robert Pooley       | 1:6, 6:1, 6:4   |
| 1902                         | Alice Bell Albert Goward (5)              | Mrs. Hardy Capt. Black            | 5:7, 6:2, 6:3   |
| 1903                         | Miss Bickford Robert Powell               | Bessie Burton Lt. Knox            | in zwei Sätzen  |
| 1904                         | Mrs. Hull Capt. Wright                    | Dorothy Green Robert Pooley       | 6:3, 6:4        |
| 1905                         | Alice Bell (2) Capt. Wright (2)           | Violet Pooley Robert Pooley       | 6:4, 6:2        |
| 1906                         | Alice Bell (3) Joe Tyler                  | Marion Pitts Albert Goward        | 6:3, 6:4        |
| 1907                         | Elizabeth Ryan Joe Tyler (2)              | Marion Pitts J. F. Meredith       | 6:1, 6:2        |
| 1908                         | Hazel Hotchkiss Lewis Freeman             | Miss Beckett E. Jordan            | 6:1, 6:2        |
| 1909                         | Hazel Hotchkiss (2) C. Hopper             | Mrs. Talbot Farquhar Alec Macrae  | 6:1, 8:6        |
| 1910                         | Miss Hobson Joe Tyler (3)                 | Marion Pitts F. J. Marshall       | 6:3, 6:3        |
| 1911                         | Miss Gillespie W. P. Dixon                | Mrs. Smith Septimus Ryall         | 6:4, 6:4        |
| 1912                         | Miss Schmidt Elia Fottrell                | Miss Beckett J. Gilliatt          | 6:3, 3:6, 6:3   |
| 1913                         | Miss Henderson H. C. Evans                | Miss Leigh Peters                 | 8:6, 6:3        |
| 1914                         | Mrs. Cane R. Harrison                     | Mrs. Jones Henry Breck            | 12:10, 6:2      |
| 1915–1918: nicht ausgetragen |                                           |                                   |                 |
| 1919                         | Violet Sweeney Keith Verley               | Marion Pitts Eric McCallum        | 6:2, 6:1        |
| 1920                         | Helen Baker Marshall Allen                | Mrs. Cushing Phil Neer            | 5:7, 6:4, 6:3   |
| 1921                         | Marjorie Leeming P. Vickory               | Mildred Lawson Eric McCallum      | 6:2, 6:3        |
| 1922                         | Mrs. Diamond Keith Verley (2)             | Mrs. Cushing Herbert Suhr         | 6:1, 3:6, 7:5   |
| 1923                         | Mrs. Diamond (2) Keith Verley (3)         | Majorie Leeming Marsh Gordon      | 6:1, 3:6, 7:5   |
| 1924                         | Corinne Henry Ray Casey                   | Dorothy Gillespie George Sparling | 6:1, 6:1        |
| 1925                         | Majorie Leeming (2) John Proctor          | Mrs. Wright Leroy Rennie          | 6:1, 6:1        |
| 1926                         | Doris Saeger Walter Aikman                | Helen Tatlow George Dixon         | 3:6, 6:2, 6:4   |
| 1927                         | Marion Williams Sherman Lockwood          | Majorie Leeming Stanley Almquist  | 8:6, 6:3        |
| 1928                         | Helen Tatlow Bradshaw Harrison            | Golda Gross Stanley Almquist      | 3:6, 6:3, 7:5   |
| 1929                         | Helen Tatlow (2) Laurason Driscoll        | Dorothy Weisel Kurt Berndt        | w. o.           |
| 1930                         | Charlotte Miller Bob Hoogs                | Dorothea Perow Joe Coughlin       | 6:4, 3:6, 6:3   |
| 1931                         | Edith Cross Laurason Driscoll (2)         | Majorie Leeming John C. Edwards   | 6:2, 6:4        |
| 1932                         | Dorothea Swartz Ray Casey                 | Theodosia Smith Dunc Williams     | 6:4, 6:4        |
| 1933                         | Dorothy Bundy Ned Russell                 | Helen Wilson Dunc Williams        | 17:15, 6:3      |
| 1934                         | Margaret Laird Harry Rosenberg            | Vess O'Shea Bob Underwood         | 6:3, 6:2        |
| 1935                         | Margaret Laird (2) Ray Casey (2)          | Gussie Raegener Howard Blethen    | 8:6, 6:1        |
| 1936                         | Esther Bartosh Verne Hughes               | Frances Herron Jack Knemeyer      | 6:1,6:2         |
| 1937                         | Cecile Miner Verne Hughes                 | Esther Bartosh Morton Ballogh     | 6:2, 2:6, 8:6   |
| 1938                         | Eleanor Young Ted Schroeder               | Daphne Bukell Bill Reedy          | 8:6, 6:2        |
| 1939                         | Anna Harper Bill Hoogs                    | Joann Brooke Jack Gurley          | 6:3, 8:6        |
| 1940–1945: nicht ausgetragen |                                           |                                   |                 |
| 1946                         | Peggy Jackson Sam Lee                     | Muriel Kifer Bud Gilmore          | 6:4, 6:4        |
| 1947                         | June Crow Paul Haupert                    | Gwen Greenlee Jim Livingstone     | 9:7, 8:6        |
| 1948                         | Arvilla McGuire Hank Pfister sr.          | Barbara Kimbell Jim Livingstone   | 6:3, 6:4        |
| 1949                         | Jean Doyle Jim Livingstone                | Julie Sampson Jack Shoemaker      | 3:6, 6:1, 6:3   |
| 1950                         | Arvilla McGuire (2) Jim Herd              | Nancy Miller Peter Becroft        | 6:4, 5:7, 6:3   |
| 1951                         | Lois Reid Jim Macken                      | Connie Bowan Laurence Barclay     | 5:7, 6:3, 17:15 |
| 1952                         | Marjorie McCord Conway Cotton             | Muriel Kifer Jim Demas            | 6:1, 8:6        |
| 1953                         | Janet Hopps Jim Livingstone (2)           | Lois Reid Jim Demas               | 6:3, 6:4        |
| 1954                         | Linda Vail Seth Petersen                  | Muriel Kifer Jim Demas            | 11:9, 3:6, 6:2  |
| 1955                         | June Ann Fitzpatrick Harry Buttimer       | Betsy Lester Dick Moody           | unbekannt       |
| 1956                         | Lois Reid (2) Paul Willey                 | Linda Vail Cliff Vickory          | 2:6, 6:3, 6:4   |
| 1957                         | Bev Danby (2) Merwin Miller               | Claire Lovett Stanley Ellis       | 6:4, 7:5        |
| 1958                         | Susan Butt Alec Stencel                   | Farol Footman Dale Rohland        | 3:6, 6:3, 6:2   |
| 1959                         | Patty Miller Dale Rohland                 | Claire Lovett Merwin Miller       | 6:2, 0:6, 6:3   |
| 1960                         | Connie Jaster Bobby Delgado               | Andria Miller Dale Rohland        | 6:3, 6:2        |
| 1961                         | Jan Wedertz Yoshi Minegishi               | Margo Hedges Paul Welles          | 8:6, 6:3        |
| 1962                         | Unbekannt                                 | Unbekannt                         | unbekannt       |
| 1963                         | Diana Gal Rodney Kop                      | Doris Popple Jim Jackson          | 6:4, 6:3        |
| 1964                         | Sharon Russell Ray Sampson                | Jennifer Loewen Don Shirk         | 6:4, 6:1        |
| 1965                         | Julie Kaspari Tom Karp                    | Sharon Whittaker Bob Peskett      | 6:4, 6:1        |
| 1966                         | Vicki Berner Don McCormick                | Hedy Jackson Jim Jackson          | 4:6, 7:5, 7:5   |
| 1967                         | Marlene Muench John Yeomans               | Nancy Plantz Corky Meinhardt      | 11:9, 6:4       |
| 1968                         | Alice Tym Bill Tym                        | Terry Thomas John Mazola          | 6:4, 6:4        |
| 1969                         | Mary McLeod Tom Muench                    | Diane Powell Craig Hardy          | 6:3, 6:2        |
| 1970                         | Janie Willens Ron Willens                 | Hedy Jackson Jim Jackson          | 6:1, 9:7        |
| 1971                         | Hedy Jackson Mike Mullan                  | Evelyn Houseman Merwin Miller     | 3:6, 6:3, 6:3   |
| 1972                         | Hedy Jackson (2) Alejandro Hernández      | Chris Michel Chip Fisher          | 7:6, 3:6, 6:1   |
| 1973                         | Yoshiko Tanaka João Américo Soares Júnior | Mary Miller Jaime Callaco         | 6:3, 6:2        |

## Quelle
- Zeitgenössische Zeitungsartikel im Daily Colonist, digitalisiert bei britishcolonist.ca